# Арендал
Арендал (норв. Arendal) је значајан град у Норвешкој. Град је у оквиру покрајине Јужне Норвешке и седиште и највећи град округа Источни Агдер.
Према подацима о броју становника из 2011. године у Арендалу живи око 33 хиљаде становника, док у општини живи око 43 хиљаде становника.

## Географија
Град Арендал се налази у јужном делу Норвешке. Од главног града Осла град је удаљен 250 km југозападно од града.
Рељеф: Арендал се налази на југозападној обали Скандинавског полуострва. Град се развио на дну омањег залива, у невеликој долини уз море. Изнад града се стрмо издижу планине. Сходно томе, надморска висина града иде од 0 до 80 м надморске висине.
Клима: Клима у Арендалу је умерено континентална са утицајем Атлантика и Голфске струје. Њу одликују благе зиме и хладнија лета.
Воде: Арендал се развио као морска лука на у дну омањег залива, дела Скагерака, који је, опет, део Северног мора. Залив није отворен ка мору, већ се ту налази више малих полуострва и острва.

## Историја
Први трагови насељавања на месту данашњег Арендала јављају се у доба праисторије. Данашње насеље основано је у средњем веку, али није имало већи значај током следећих векова.
Тек у 16. веку јавља се веће насеље са трговиштем и луком. Међутим, плански развој оближњег Кристијансанда отежао је развој Арендала. Стога је град стекао градска права тек 1723. године.
Током петогодишње окупације Норвешке (1940—45) од стране Трећег рајха Арендал и његово становништво нису значајније страдали.

## Становништво
Данас Арендал са предграђима има око 33 хиљаде у градским границама, односно око 46 хиљда у оквиру општине. Последњих година број становника у граду се повећава по годишњој стопи од 0,5%.

## Привреда
Привреда Арендала се традиционално заснива на поморству и дрвеној индустрији. Последњих година значај трговине, пословања и услуга је све већи.

## Збирка слика
- Главни градски трг
- Главна градска црква
- Улица старог Арендала са дрвеним кућама
- Градска кућа Арендала